# 直方焼きスパ
直方焼きスパ（のおがたやきスパ）は直方市のご当地グルメ。焼きそば風のパスタ料理である。
以下の定義が定められている。
- スパゲッティ麺を使用すること。
- 具材にキャベツ、タマネギ、豚肉を用いること。
- トマトケチャップをベースとしたソースを使うこと。
- 麺や具材はしっかり焼くこと。

直方駅前の明治町商店街にあった喫茶店「夕やけ」（1999年秋に閉店）が発祥とされる。
2011年に直方焼きスパの普及を目的として市民グループ直方焼きスパ広め隊が結成されPR活動を行ってきたが、新型コロナウイルス感染症の世界的流行による活動休止とメンバーの高齢化も伴って2021年12月に解散した。